# Tesis (álbum)
Tesis (Ocho grandes historias de ciencia y futuro) es el segundo disco del grupo musical Aviador Dro editado en el año 1983 por el sello "DRO" bajo la referencia DRO-054 y extraído de forma independiente de su doble LP Síntesis: La producción al poder.

Cabe destacar que existe una diferencia entre ambos álbumes, este disco incluye el tema “En Equipo”, en lugar de "Síntesis".
Tesis se caracteriza en general por sus ritmos fáciles, sus melodías sencillas, pegadizas y repetitivas, y por sus letras, en las que nos trasladan a un mundo tecnificado en el que las máquinas son los grandes aliados de la civilización.

## Lista de canciones
| Título                     | Autor                                  | Duración |
| -------------------------- | -------------------------------------- | -------- |
| Baila la guerra            | Servando Carballar                     | 4:43     |
| Néstor el Cyborg           | Servando Carballar                     | 4:09     |
| Plancton                   | Servando Carballar, Manuel Guio        | 4:22     |
| Cadena informativa         | Servando Carballar, José Antonio Gómez | 4:06     |
| Vórtex                     | Servando Carballar                     | 4:29     |
| Antimateria                | Servando Carballar                     | 4:41     |
| El trabajo de las máquinas | Servando Carballar                     | 4:41     |
| En equipo                  | Servando Carballar                     | 5:43     |